# Strumień świetlny

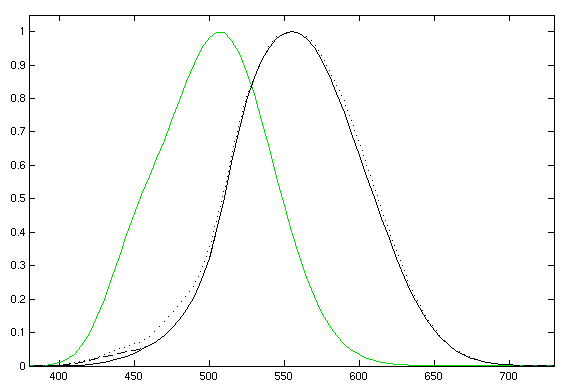
Funkcja luminancji fotopowej (czarny) oraz skotopowej (zielony). Krzywa fotopowa zawiera standard CIE 1931 (linia ciągła), zmodyfikowane dane Judd-Vos z 1978 roku (linia kreskowana), oraz dane Sharpe, Stockman, Jagla & Jägle z roku 2005 (linia kropkowana).

Strumień świetlny – wielkość fizyczna z dziedziny fotometrii wizualnej określająca całkowitą moc światła emitowanego z danego źródła światła mogącego wywołać określone wrażenie wzrokowe.
Strumień świetlny oznaczany jest literą Φ. Jego jednostką miary jest lumen. Izotropowe źródło punktowe, którego światłość jest równa 1 kandeli, emituje strumień 4π lumenów.

## Strumień świetlny jako miara jasności
Strumień świetlny określa się na podstawie oddziaływania światła na oko tzw. standardowego obserwatora. Strumień świetlny charakteryzuje czułość ludzkiego oka, co nie oznacza, że światło o dwukrotnie większym strumieniu jest rejestrowane przez człowieka jako dwukrotnie jaśniejsze. Skala strumienia świetlnego dla danej długości fali świetlnej jest proporcjonalna do energii niesionej przez światło i nie uwzględnia prawa Webera-Fechnera.

## Strumienie świetlne najpopularniejszych źródeł światła
| Moc żarówki [W] | Strumień świetlny [lm] |
| --------------- | ---------------------- |
| 15              | 100                    |
| 25              | 220                    |
| 40              | 415                    |
| 60              | 710                    |
| 75              | 935                    |
| 100             | 1380                   |
| 150             | 2160                   |
| 200             | 3040                   |
| 300             | 4850                   |
| 500             | 8300                   |

| Moc żarnika [W] | Strumień świetlny [lm] |
| --------------- | ---------------------- |
| 5               | 55                     |
| 10              | 130                    |
| 20              | 300                    |
| 35              | 580                    |
| 50              | 900                    |

## Relacja z energią światła
Strumień świetlny Φ związany jest z mocą promieniowania E, czyli strumieniem energii promieniowania. Relacja ta zależna jest od długości fali świetlnej, ponieważ czułość ludzkiego oka zależy od długości fali świetlnej. Miarą tej zależności jest skuteczność świetlna {\displaystyle L(\lambda ).} Zależność ta ma postać
{\displaystyle \Phi =L(\lambda )\cdot E.}
Przyjmuje się, że oko ludzkie przy widzeniu fotopowym największą czułość ma dla światła o długości 555 nm (barwa zielona). Jednemu lumenowi odpowiada dla światła o tej długości fali promieniowanie o mocy 0,00147 W (odpowiednio 683 lm/W).
Definiuje się również współczynnik skuteczności świetlnej określający skuteczność świetlną dla promieniowania dla pewnej długości fali świetlnej w porównaniu do skuteczności świetlnej promieniowania o długości 555 nm. Z definicji wynika, że dla światła o długości fali 555 nm współczynnik ten osiąga wartość maksymalną, czyli 1. Dla światła o długości fali 400 nm i 800 nm współczynnik dąży do 0, co oznacza, że niezależnie od strumienia energii, światło staje się dla człowieka niewidoczne.